# K2-231
K2-231 (EPIC 219800881) — звезда в созвездии Стрельца. Находится на расстоянии около 962 световых лет от Солнца. Она принадлежит рассеянному скоплению NGC 6774 (Ruprecht 147). Вокруг звезды обращается, как минимум, одна планета.

## Характеристики
K2-231 — звезда 12,71 видимой звёздной величины и не видна невооружённым глазом. Впервые в астрономической литературе упоминается в каталоге 2MASS, опубликованном в 2003 году. K2-231 является двойником Солнца, т.е. по своим параметрам очень напоминает наше дневное светило. Её масса и радиус равны 1,01 и 0,95 солнечных соответственно. Температура поверхности звезды равна приблизительно 5695 кельвинам. Её возраст оценивается приблизительно в 3 миллиарда лет.

## Планетная система
В 2018 году командой астрономов, работающих с фотометрическими данными в рамках проекта Kepler-K2, было объявлено об открытии планеты K2-231 b в системе. Это горячий газовый гигант, по размерам немного уступающий Нептуну. Планета обращается на расстоянии около 0,12 а.е. от родительской звезды, совершая полный оборот за почти 14 суток.